# Cavidad paleal
La cavidad paleal o cavidad del manto  es una cámara que forma el manto de los moluscos, primariamente situada  en la parte posterior del cuerpo, donde desembocan los nefridios, los gonoporos y el ano, y donde se alojan los osfradios (órganos quimiorreceptores) y las branquias, que tienen una estructura muy característica en forma de peine (ctenidios).
En los gasterópodos terrestres pulmonados, la superficie interna de la cavidad paleal está muy irrigada y el intercambio gaseoso se produce a través del epitelio, de manera que actúa como un pulmón.
En los cefalópodos, el manto que rodea la cavidad paleal está rodeado de potentes músculos capaces de efectuar contracciones repentinas y sincrónicas que expulsan el agua a presión con lo que el animal huye rápidamente en caso de peligro.
En los braquiópodos existe una cámara, también llamada cavidad paleal, donde se retrae el lofóforo, pero no es homóloga a la de los moluscos; de hecho, braquiópodos y moluscos han experimentado una sorprendente evolución convergente.